# Onozitoli Dulu
Onozitoli Dulu is een bestuurslaag in het regentschap Nias van de provincie Noord-Sumatra, Indonesië. Onozitoli Dulu telt 166 inwoners (volkstelling 2010).